# Enlace de alta definición móvil
El enlace de alta definición móvil o MHL (del inglés, mobile high-definition link) es un conector estándar con una interfaz apta para audio y video, que permite conectar dispositivos electrónicos portátiles a una pantalla. Entre ellos, teléfonos móviles, cámaras digitales, videocámaras y reproductores portátiles. La tecnología proporciona a los dispositivos móviles una salida digital con resolución 1080p Full HD.
Existe además un adaptador MHL a HDMI, a través del cual el dispositivo móvil se puede convertir en una fuente HDMI totalmente compatible y se puede conectar a la entrada HDMI estándar de una pantalla.

## Características
- Ofrece audio y video de alta definición utilizando un conector de pocos pines.
- Conserva la vida de la batería mientras el dispositivo permanece en tiempo de espera.[2]
- Soporta la tecnología digital de video HD, hasta 1080p.
- Puede ser compatible con los puertos de entrada HDMI que se encuentra en la mayoría de HDTV mediante un puente MHL a HDMI.

## Conexión
El espacio físico para los conectores en estos tipos de dispositivos es muy limitado debido al tamaño de estos. Los fabricantes de dispositivos móviles en general, prefieren tener un solo conector de alimentación que se adapte a la carga, transferencia de datos, audio y video.
Para dotar un dispositivo móvil con esta tecnología, el fabricante añade un transmisor MHL al dispositivo. Los requisitos de este conector son:
- Dos pines reservados para una sola transmisión TMDS (en inglés, Transition Minimized Differential Signaling) para transportar paquetes de audio y video.
- Un pin reservado para el control de bus bidireccional, el cual permite la autentificación y diversas funciones de control.

Después para conectarse a un televisor de alta definición necesitaremos una estación de conexiones (en inglés, docking station) que contiene un puente, el cual convierte de la tecnología MHL a HDMI.
Un cable conversor de microUSB a HDMI permitiría enviar audio y vídeo a las pantallas que cuenten con un puerto HDMI.

## Desuso de la conexión analógica
La conexión analógica o vídeo compuesto requiere hasta tres conectores de vídeo y de dos a ocho conectores de audio para soportar audio de múltiples canales, por lo tanto necesitaríamos de tres a once conectores para proporcionar una baja calidad (480i). Esto es una gran carga para los fabricantes que tienen que proporcionar una estación de conexión para situar esos conectores. La estación de conexión está implementada con un procesador digital de señal y circuitos que soportan la descodificación de los datos comprimidos, antes de ver el video descomprimido en el televisor. La tecnología MHL lo resuelve con un conector de bajo coste y pocos pines.
Para los dispositivos más antiguos se puede utilizar un conversor de USB a HDMI como Grand Cinema HD.

## Productos de Silicon Image
La compañía que ha desarrollado esta tecnología es Silicon Image, por ese motivo numeramos, explicamos y relacionamos los productos con soporte MHL de esta compañía.
- Transmisores MHL

Los transmisores MHL contienen dos pines para transmitir datos digitales mediante una sola transmisión TMDS que reduce el número de pines para dispositivos pequeños. Estos transmisores reparten el vídeo y audio de alta definición en cinco pines del conector. Los transmisores MHL están disponibles con soporte en la entrada para MIPI (en inglés, Mobile Industry Processor Interface) o el paralelo RGB/YCbCr/ITU.601/ITU.656 para la entrada de video digital. Además se consigue alargar el tiempo de la batería de los dispositivos teniendo en cuenta el tiempo de reposo y durante su uso con un bajo consumo de esta.
Silicon Image ofrece los modelos, SiI9224 que soporta la interfaz de entrada MIPI y el SiI9226 que soporta el paralelo RGB/YCbCr/ITU.601/ITU.656 para la interfaz de entrada.
- Puentes MHL

Los puentes MHL a HDMI convierten las señales de audio y video desde un dispositivo con tecnología MHL en una señal estándar HDMI. El puente MHL proporciona una solución rentable para las estaciones de conexiones compatibles con HDMI.
Por ejemplo, el puente SiI9290 de Silicon Image.
- Receptores HDMI con soporte MHL

Silicon Image ofrece el modelo SiI9223, es un receptor de cuatro puertos HDMI 1.3 que ofrece características avanzadas para HDTV incluyendo 1080p, color intenso (más conocido por su término en inglés, Deep color), xvColor y soporte para MHL.

## Dispositivos
- Lista de productos MHL

### Conversores USB
Hay adaptadores MHL de USB a HDMI.